# Tom Bolack
Thomas Felix «Tom» Bolack (Condado de Cowley, Kansas; 18 de mayo de 1918-Farmington, Nuevo México; 20 de mayo de 1998) fue un político estadounidense miembro del Partido Republicano que se desempeñó brevemente como gobernador de Nuevo México. 

## Primeros años
El 18 de mayo de 1918, nació Bolack en el condado de Cowley, Kansas. Bolack creció en una granja.
Bolack era un petrolero autodidacta que aprendió geología en cursos por correspondencia. También fue ganadero y propietario del equipo de béisbol de ligas menores de los Duques de Albuquerque de 1956 a 1963.

## Carrera política
Fue alcalde de Farmington, Nuevo México de 1952 a 1954 y miembro de la Cámara de Representantes de Nuevo México de 1956 a 1958. En 1957 se postuló sin éxito para las elecciones a la Cámara de Representantes de los Estados Unidos, perdiendo rotundamente ante Joseph Montoya.
En 1960, Bolack fue elegido vicegobernador por un margen de 279 votos, convirtiéndose en el primer vicegobernador republicano en Nuevo México desde 1928. Que Bolack, un anglosajón pudiera derrotar a un candidato hispano en las elecciones estatales fue visto como uno de los varios signos del declive de la influencia del senador Dennis Chávez. Los demócratas desafiaron la estrecha victoria, sobre la base de que algunos votantes en las reservas navajos deberían haber tenido que votar fuera de sus reservas, pero la Corte Suprema de Nuevo México falló a favor de Bolack.
El gobernador Edwin L. Mechem fue derrotado en su intento de reelección y cuando renunció el 30 de noviembre de 1962, Bolack se convirtió en gobernador, sirviendo el mandato restante de Mechem. Bolack, en su primer acto como gobernador, nombró a Mechem para ocupar la vacante en el senado de los Estados Unidos provocada por la reciente muerte de Dennis Chávez. Bolack sirvió como gobernador hasta que el gobernador recién elegido Jack M. Campbell prestó juramento el 1 de enero de 1963.
En 1976, Bolack copresidió un grupo bipartidista que tenía como objetivo reformar la legislación electoral de Nuevo México, después de que el estado fuera incluido en una lista de varios estados con elecciones injustas. Además de cabildear por la reforma, el grupo ofreció $1.000 a cualquiera que proporcionara información que condujera al arresto de un violador de la ley electoral.

## Vida personal
La esposa de Bolack era Alice Schwerdtfeger. Tuvieron tres hijos.
En 1985, Bolack sufrió un derrame cerebral y tuvo que usar una silla de ruedas. El 20 de mayo de 1998, Bolack murió en Farmington. El cuerpo de Bolack fue incinerado y sus cenizas fueron esparcidas sobre su rancho de Farmington usando 16 fuegos artificiales especialmente hechos el 4 de julio.
El rancho de Bolack es ahora el sitio del Museo de Pesca y Vida Silvestre de Bolack, que exhibe más de 4.000 animales disecados, incluidas muchas especies raras. Bolack, un consumado cazador de caza mayor y ganador del Cuarto Premio al Pináculo de Logros del Safari Club International, disparó él mismo a la mayoría de los animales de la colección.
El Parque Forestal Urbano Tom Bolack en Albuquerque lleva su nombre en su honor.
| Predecesor: Edwin L. Mechem | Gobernador de Nuevo México 1962-1963     | Sucesor: Jack M. Campbell |
| Predecesor: Ed V. Mead      | Vicegobernador de Nuevo México 1961-1962 | Sucesor: Mack Easley      |